# Wood Bay
Die Wood Bay ist eine große Bucht an der südlichen Borchgrevink-Küste im Osten des ostantarktischen Viktorialands. sie liegt zwischen Kap Johnson und der Aviator-Gletscherzunge im Norden sowie Kap Washington im Süden.
Entdeckt wurde sie im Jahr 1841 durch James Clark Ross bei dessen Antarktisexpedition (1839–1843). Benannt ist sie nach Leutnant James Frederick Lewis Wood (1820–1864) von der Erebus, einem der beiden Forschungsschiffe der Expedition. Im nördlichen Teil der Wood Bay liegt die Kay-Insel.